# Gare de Falkenberg
La gare de Falkenberg est une gare ferroviaire située à trois kilomètres au nord-est de la ville suédoise de Falkenberg. Elle a été construite en 2008, pour remplacer la station précédente située au milieu de la ville. Elle est située sur la Västkustbanan, entre Lund et Göteborg.